# Microserica guamensis
Microserica guamensis är en skalbaggsart som beskrevs av Gordon 1971. Microserica guamensis ingår i släktet Microserica och familjen Melolonthidae. Inga underarter finns listade i Catalogue of Life.